# Vísselki
Vísselki - Выселки (rus) - és una stanitsa del krai de Krasnodar, a Rússia. És el centre administratiu del raion de Vísselki. Es troba a les terres baixes de Kuban-Priazov, a la vora del Juravka, afluent del Beissujok Esquerra, tributari del riu Beissug. És a 77 km al nord-est de Krasnodar. Pertanyen a aquesta stanitsa els khútors d'Inogorodne-Malióvani i Pervomàiskoie.

## Història
Fins a la dècada del 1870 la regió on es troba Vísselki era poc poblada. A l'oest i sud-oest hi havia les stanitses dels cosacs de la mar Negra, i al sud-est, les dels cosacs de la línia del Caucas. La vila fou fundada a la vora dreta del Juravka el 1893 per colons d'aquelles altres dues stanitses, fundades al tombant del segle XVIII al XIX, que havien sol·licitat terres per conrear i que hi establiren el khútor de Vorovskolevski.
El 10 d'octubre del 1903 fou designada stanitsa amb el nom de Vísselki. El 1910 colons provinents de la stanitsa Suvórovskaia de l'otdel de Batalpaixinsk fundaren a la vora esquerra del Juravka l'stanitsa Novossuvórovskaia, el territori de la qual es troba actualment dins del municipi de Vísselki. La població de l'stanitsa va créixer amb l'arribada d'immigrants. Fins al 1920 pertanyia a l'otdel de Iekaterinodar de la província de Kuban.

## Demografia
| 1959   | 1970   | 1979   | 1989   | 2002   | 2010   |
| ------ | ------ | ------ | ------ | ------ | ------ |
| 14.455 | 14.960 | 15.985 | 17.683 | 18.507 | 19.426 |